# Њу Олбани (Охајо)
Њу Олбани (енгл. New Albany) град је у америчкој савезној држави Охајо.

## Демографија
По попису из 2010. године број становника је 7.724, што је 4.013 (108,1%) становника више него 2000. године.
| Група             | 2000.         | 2010.         |
| Белци             | 3.472 (93,6%) | 6.656 (86,2%) |
| Афроамериканци    | 58 (1,6%)     | 239 (3,1%)    |
| Азијати           | 102 (2,7%)    | 500 (6,5%)    |
| Хиспаноамериканци | 30 (0,8%)     | 153 (2,0%)    |
| Укупно            | 3.711         | 7.724         |